# هلن وینرایت
هلن وینرایت (به انگلیسی: Helen Wainwright) (زادهٔ ۱۵ مارس ۱۹۰۶) شناگر اهل ایالات متحده آمریکا است.